# It Ain't Me Babe
«It Ain't Me Babe» es una canción del músico estadounidense Bob Dylan, publicada en su cuarto álbum de estudio, Another Side of Bob Dylan, que fue lanzado en 1964 por Columbia Records. 
De acuerdo con el crítico musical Oliver Trager, esta canción, junto con otras en el álbum, marcó una salida de Dylan cuando comenzó a explorar las posibilidades del lenguaje y los niveles más profundos de la experiencia humana.
Sólo un año después de su lanzamiento, la canción fue  regrabada como un sencillo por otros artistas que fueron forjando el movimiento folk rock, como The Turtles y The Byrds.